# Divokej Bill
Divokej Bill is een Tsjechische band uit Úvaly, een stad dicht bij Praag. De band is in 1997 opgericht. De naam Divokej Bill betekent Wilde Bill, wat een verwijzing is naar James Butles 'Wild Bill' Hickok.
De band heeft samen met de Britse folkrockband The Levellers door West-Europa getoerd.

## Bandleden

### Huidige bandleden
- Václav Bláha – Zang en gitaar
- Miloš Jurač – Basgitaar en zang
- Štěpán Karbulka – Zang, megafoon
- Adam Karlík – Viool
- Román Procházka – Akoestische gitaar en zang
- Honza Bártl – Banjo
- Martin Pecka – Accordeon
- Marek Žežulka – Drums en slaginstrumenten

### (Vaste) gasten
- Lukáš Toman – Didgeridoo

### Voormalige bandleden
- Ondřej Pospíšil – Banjo
- Ota Smrkovský – Drums
- Honza Veselý – Drums

## Discografie

### Studioalbums
- 2000 – Propustka do pekel
- 2001 – Svatá pravda
- 2003 – Mezi nima
- 2006 – Divokej Bill
- 2009 – Mlsná

### Livealbums
- 2004 – Lucerna Live
- 2007 – Rock for People

### Compilatiealbum
- 2011 – Unisono best of